# UvO Amsterdam
UvO Amsterdam is een studentenvolleybalvereniging in Amsterdam en is verbonden aan de Universiteit van Amsterdam en de Hogeschool van Amsterdam. UvO is opgericht in 1997 en is ontstaan vanuit het USC, het sportcentrum van de UvA/HvA. De vereniging heeft ongeveer 170 leden, verdeeld over zeven dames- en vier herenteams. Trainingen vinden plaats in het USC, de thuiswedstrijden in de Wethouder Verheijhal. Kenmerkend voor UvO is dat er alleen studenten of net afgestudeerden spelen. UvO organiseert ook borrels, feesten en andere activiteiten voor haar leden. Daarnaast heeft UvO ook een eigen volleybaltoernooi. 

## Geschiedenis
UvO is opgericht in het najaar van 1997. Een aantal studenten, volleyballend bij het USC wilden fanatieker gaan volleyballen en dus meedoen met de Nevobo-competitie. Onder leiding van Behzad Rezi werd een clubje van vijf man opgezet dat zou dienen als oprichtingsbestuur. Vol goede moed ging deze aan de slag om een volleybalvereniging op te richten.